# Castlebellingham–Kilsaran
Castlebellingham (irisch Baile an Ghearlánaigh, älter englisch Gernonstown) ist ein Dorf im County Louth in der Republik Irland. Die Siedlung Kilsaran (Cill Sáráin) wird aus statistischen Gründen mit Castlebellingham zu Castlebellingham–Kilsaran zusammengezogen.

## Lage und Verkehrsanbindung
Castlebellingham liegt etwa zehn Kilometer südlich von Dundalk am River Glyde, der hier in die Irische See mündet. Westlich der Siedlung verläuft die M1 von Dublin nach Belfast. Zubringer ist die R166, die in der anderen Richtung nach Annagassan führt. Sie kreuzt im Ort die R132 nach Blackrock und nach Dunleer. 

## Geschichte
Von den mittelalterlichen Befestigungen sind kaum Reste vorhanden. Zwischen Castlebellingham und Annagassan befindet sich die Greenmount Motte aus dem 12./13. Jahrhundert. Das Castle Bellingham wurde schon vor dem 17. Jahrhundert einmal errichtet, aber während des Kriegs der zwei Könige geschleift worden. 1690 ließ Thomas Bellingham die Schlossanlage neu errichten. Die dortige Kreuzigungsgruppe wurde allerdings erst später um 1900 errichtet.

## Einwohnerentwicklung
Die Zahl der Einwohner nahm nach 2006 stark zu.
| 1991 | 1996 | 2001 | 2006 | 2011 | 2016 | 2022 |
| ---- | ---- | ---- | ---- | ---- | ---- | ---- |
| 762  | 792  | 721  | 816  | 1035 | 1126 | 1232 |

## Kilsaran
Neben der St. Mary’s Church befindet sich in der kleinen Siedlung Kilsaran noch eine Grundschule.

## Persönlichkeiten
- Katherine Plunket (1820–1932), Malerin
- Éanna Ní Lamhna (* 1950), Entomologin